# Associazione Calcio Padova 1967-1968
Questa pagina raccoglie i dati riguardanti l'Associazione Calcio Padova nelle competizioni ufficiali della stagione 1967-1968.

## Stagione
Nel campionato di Serie B 1967-1968 a ventuno squadre, il Padova si è classificato al dodicesimo posto con 37 punti, al pari di Catanzaro e Modena.
In Coppa Italia la squadra, finalista della passata stagione, si arresta al primo turno della Serie B, perdendo dal Venezia per 3-1.

## Rosa
| N. |                   | Ruolo | Calciatore         |
| -- | ----------------- | ----- | ------------------ |
|    | Italia (bandiera) | P     | Luigi Bertossi     |
|    | Italia (bandiera) | P     | Tonino Ferroni     |
|    | Italia (bandiera) | P     | Claudio Galassi    |
|    | Italia (bandiera) | D     | Valeriano Barbiero |
|    | Italia (bandiera) | D     | Cristiano Cervato  |
|    | Italia (bandiera) | D     | Mauro Gatti        |
|    | Italia (bandiera) | D     | Romano Nimis       |
|    | Italia (bandiera) | D     | Angelo Rimbano     |
|    | Italia (bandiera) | D     | Giorgio Sereni     |
|    | Italia (bandiera) | C     | Giorgio Barbolini  |

| N. |                   | Ruolo | Calciatore          |
| -- | ----------------- | ----- | ------------------- |
|    | Italia (bandiera) | C     | Claudio Lanciaprima |
|    | Italia (bandiera) | C     | Roberto Panisi      |
|    | Italia (bandiera) | C     | Achille Fraschini   |
|    | Italia (bandiera) | C     | Angelo Paina        |
|    | Italia (bandiera) | C     | Bruno Visentin      |
|    | Italia (bandiera) | A     | Paolo Bergamo       |
|    | Italia (bandiera) | A     | Faustino Goffi      |
|    | Italia (bandiera) | A     | Paolo Morelli       |
|    | Italia (bandiera) | A     | Angelo Quintavalle  |
|    | Italia (bandiera) | A     | Remo Vigni          |

## Risultati

### Campionato

#### Girone di andata
| 10 settembre 1967 1ª giornata | Padova | 2 – 1 | Bari |  |

| 21 ottobre 1945 3ª giornata | Palermo | 1 – 0 | Padova |  |

| 1º ottobre 1967 4ª giornata | Padova | 3 – 2 | Pisa |  |

| 23 settembre 1951 5ª giornata | Lecco | 0 – 2 | Padova |  |

| 15 ottobre 1967 6ª giornata | Padova | 2 – 1 | Messina |  |

| 22 ottobre 1967 7ª giornata | Padova | 2 – 0 | Catanzaro |  |

| 29 ottobre 1967 8ª giornata | Foggia & Incedit | 0 – 1 | Padova |  |

| 5 novembre 1967 9ª giornata | Potenza | 4 – 2 | Padova |  |

| 23 dicembre 1945 10ª giornata | Padova | 0 – 0 | Novara |  |

| 19 novembre 1967 11ª giornata | Perugia | 1 – 0 | Padova |  |

| 26 novembre 1967 12ª giornata | Padova | 1 – 2 | Livorno |  |

| 3 dicembre 1967 13ª giornata | Catania | 1 – 0 | Padova |  |

| 23 dicembre 1945 14ª giornata | Padova | 2 – 0 | Reggina |  |

| 17 dicembre 1967 15ª giornata | Monza | 2 – 0 | Padova |  |

| 24 dicembre 1967 16ª giornata | Padova | 0 – 0 | Venezia |  |

| 31 dicembre 1967 17ª giornata | Genoa | 0 – 0 | Padova |  |

| 21 aprile 1946 18ª giornata | Lazio | 0 – 0 | Padova |  |

| 14 gennaio 1968 19ª giornata | Padova | 0 – 0 | Reggiana |  |

| 21 gennaio 1968 20ª giornata | Modena | 1 – 2 | Padova |  |

| 28 gennaio 1968 21ª giornata | Padova | 1 – 2 | Verona |  |

#### Girone di ritorno
| 4 febbraio 1968 22ª giornata | Bari | 2 – 0 | Padova |  |

| 18 febbraio 1968 24ª giornata | Padova | 0 – 0 | Palermo |  |

| 25 febbraio 1968 25ª giornata | Pisa | 0 – 0 | Padova |  |

| 3 marzo 1968 26ª giornata | Padova | 1 – 0 | Lecco |  |

| 10 marzo 1968 27ª giornata | Messina | 1 – 0 | Padova |  |

| 17 marzo 1968 28ª giornata | Catanzaro | 1 – 0 | Padova |  |

| 24 marzo 1968 29ª giornata | Padova | 1 – 2 | Foggia & Incedit |  |

| 31 marzo 1968 30ª giornata | Padova | 3 – 0 | Potenza |  |

| 7 aprile 1968 31ª giornata | Novara | 0 – 0 | Padova |  |

| 14 aprile 1968 32ª giornata | Padova | 0 – 0 | Perugia |  |

| 21 aprile 1968 33ª giornata | Livorno | 1 – 0 | Padova |  |

| 28 aprile 1968 34ª giornata | Padova | 1 – 0 | Catania |  |

| 5 maggio 1968 35ª giornata | Reggina | 2 – 1 | Padova |  |

| 12 maggio 1968 36ª giornata | Padova | 1 – 0 | Monza |  |

| 19 maggio 1968 37ª giornata | Venezia | 0 – 0 | Padova |  |

| 26 maggio 1968 38ª giornata | Padova | 2 – 2 | Genoa |  |

| 2 giugno 1968 39ª giornata | Padova | 1 – 1 | Lazio |  |

| 9 giugno 1968 40ª giornata | Reggiana | 2 – 0 | Padova |  |

| 16 giugno 1968 41ª giornata | Padova | 0 – 0 | Modena |  |

| 23 giugno 1968 42ª giornata | Verona | 1 – 0 | Padova |  |

## Statistiche

### Statistiche dei giocatori
| Giocatore      | Serie B  | Serie B | Coppa Italia | Coppa Italia | Totale   | Totale |
| Giocatore      | Presenze | Reti    | Presenze     | Reti         | Presenze | Reti   |
| -------------- | -------- | ------- | ------------ | ------------ | -------- | ------ |
| L. Bertossi    | 38       | ?       | ?            | ?            | 38+      | ?      |
| T. Ferroni     | 1        | ?       | ?            | ?            | 1+       | ?      |
| C. Galassi     | 2        | ?       | ?            | ?            | 2+       | ?      |
| V. Barbiero    | 39       | 0       | ?            | ?            | 39+      | 0+     |
| C. Cervato     | 9        | 0       | ?            | ?            | 9+       | 0+     |
| M. Gatti       | 29       | 1       | ?            | ?            | 29+      | 1+     |
| R. Nimis       | 22       | 3       | ?            | ?            | 22+      | 3+     |
| A. Rimbano     | 13       | 0       | ?            | ?            | 13+      | 0+     |
| G. Sereni      | 34       | 0       | ?            | ?            | 34+      | 0+     |
| G. Barbolini   | 10       | 0       | ?            | ?            | 10+      | 0+     |
| C. Lanciaprima | 11       | 0       | ?            | ?            | 11+      | 0+     |
| R. Panisi      | 32       | 1       | ?            | ?            | 32+      | 1+     |
| A. Fraschini   | 39       | 4       | ?            | ?            | 39+      | 4+     |
| A. Paina       | 9        | 1       | ?            | ?            | 9+       | 1+     |
| B. Visentin    | 31       | 0       | ?            | ?            | 31+      | 0+     |
| P. Bergamo     | 8        | 1       | ?            | ?            | 8+       | 1+     |
| F. Goffi       | 18       | 4       | ?            | ?            | 18+      | 4+     |
| P. Morelli     | 37       | 14      | ?            | ?            | 37+      | 14+    |
| A. Quintavalle | 33       | 1       | ?            | ?            | 33+      | 1+     |
| R. Vigni       | 26       | 1       | ?            | ?            | 26+      | 1+     |